# Јегор Гајдар
Јегор Тимурович Гајдар (рус. Егор Тимурович Гайдар; Москва, 19. март 1956 — Одинцово, 16. децембар 2009) је био совјетски и руски економиста, политичар и аутор, а био је и вршилац дужности премијера Руске федерације од 15. јуна 1992. године до 14. децембра 1992. године.
Познат је као архитекта контроверзне шок терапије реформи у Русији након колапса Совјетског Савеза, због чега је био омражен у народу. Многи Руси га сматрају одговорним за економски крах који је опустошио земљу током деведесетих година и резултовао масовним сиромаштвом и хиперинфлацијом. Либерали га цене као човека који је учинио оно што се морало како би се спасила земља од потпуног колапса. Џефри Сакс, који је био саветник у руској влади почетком деведесетих назвао је Гајдара „интелектуалним лидером многих политичких и економских реформи у Русији“. 